# 2,3,7,8-tetraclorodibenzo-p-dioxina
La 2,3,7,8-tetraclorodibenzo-p-dioxina, llamada habitualmente TCDD, es un compuesto orgánico persistente de la rama de las dioxinas (aunque, a veces, cuando se habla de dioxina la gente se refiere a este compuesto y no al conjunto). Está formado por dos anillos bencílicos unidos por dos éteres y con cuatro cloros en las posiciones 2,3,7 y 8.
El TCDD es la dioxina más potente y se ha hecho conocida por algunos incidentes a lo largo de la historia, por ejemplo como producto secundario en la elaboración de un herbicida utilizado por Estados Unidos en la guerra de Vietnam llamado Agente Naranja. Esta dioxina se forma como subproducto de la síntesis del ácido 2,4,5-triclorofenoxiacético (2,4,5-T) que es uno de los componentes principales del Agente Naranja.

## Mecanismo de acción
El TCDD igual que las demás dioxinas actúa en un receptor específico de hidrocarburos aromáticos que se encuentra en todas las células llamado AHR (Del inglés: Aryl Hydrocarbon Receptor). Este receptor está asociado a una proteína ARN-t que afecta a la transcripción de algunos genes haciendo aumentar o disminuir la concentración de algunas proteínas en el organismo.
Se sabe poco acerca de este receptor AH, principalmente activa la producción de algunas enzimas reguladores del metabolismo o que actúan sobre sustancias tóxicas y carcinógenas destruyéndolas o expulsándolas del organismo. También se ha observado que la mayoría de seres vivos tienen este receptor y que cuando lo tienen bloqueado los animales tienen problemas de desarrollo y son enfermizos. Teniendo en cuenta las funciones conocidas del receptor AH podemos decir que un nivel de activación de éste es necesario para el buen funcionamiento del cuerpo.
El TCDD no es mutagénico ni genotóxico, pero promueve la carcinogenicidad iniciada por otros compuestos. La activación excesiva del receptor AH, que se produce por la acción de esta dioxina, puede originar varios problemas en el desarrollo, en el sistema inmunitario y, en dosis muy altas, incluso cáncer. Uno de los mecanismos propuestos es el estrés oxidativo y los consecuentes daños del oxígeno en el ADN, también podría ser por interrupción endocrina o por la alteración de la transducción de señales.

## Estudios en animales
Hasta ahora, casi toda la información que tenemos sobre la toxicidad de las dioxinas y otros compuestos similares está basada en estudios con animales utilizando TCDD. Según los estudios, con tratamientos a corto plazo de esta sustancia los efectos más habituales son la anorexia y la fatiga aunque, en realidad, el TCDD afecta de forma global al organismo provocando fallas en la mayoría de órganos (dependiendo de la especie).
También se ha podido observar que afecta de forma muy diferente en cada especie incluso a especies muy similares como dos tipos de ratas diferentes, pero en dosis suficientemente altas siempre es mortal. El receptor AH afecta a la producción de algunas hormonas y por ello también se han visto variaciones en el balance hormonales.
En dosis bajas puede producir efectos en el desarrollo de los animales, principalmente teratogenicidad (malformaciones durante el desarrollo de los fetos) tal como el paladar hendido o hidrofrenosis. Además, se pueden producir malformaciones en los órganos, como por ejemplo los órganos sexuales o incluso los dientes.
Ya hemos mencionado que el cáncer no es un efecto directo del TCDD, sino que ayuda a propagar un cáncer ya iniciado o causa por efectos indirectos. La mayoría de los animales a los que se les ha administrado dosis suficientemente altas han contraído cáncer de algún tipo (casi todos los tipos de cáncer). Algunos efectos son: interrupción de mecanismos de defensa impidiendo la eliminación de células alteradas o la variación de producción de enzimas en procesos de desintoxicación.

## Efectos en humanos

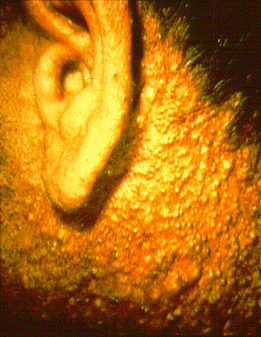
Cloracné en la oreja y cuello de un trabajador por el uso de herbicidas.

Las dioxinas se acumulan en el tejido adiposo (bioacumulación), por lo que incluso pequeñas dosis pueden ser peligrosas. 
En 1994 la EPA (Agencia de Protección Ambiental de los Estados Unidos), informó de que las dioxinas eran probablemente cancerígenas, con una nota que advertía de que los daños no cancerígenos relacionados con la reproducción y desarrollo sexual y del sistema inmune, representaban una amenaza mayor para la salud humana. La TCDD, la más tóxica de las dibenzodioxinas, está clasificada como carcinógeno del Grupo 1 por la Agencia Internacional para la Investigación del Cáncer (IARC)
Un grupo de expertos de la Organización Mundial de la Salud (OMS o WHO en inglés), consideró que el riesgo más importante del TCDD y otras dioxinas sobre los humanos, es la toxicidad en el desarrollo y no el cáncer, aunque algunos efectos en el desarrollo pueden degenerar en cáncer.
Varios estudios anteriores a 1997 mostraban una relación directa entre el TCDD y el cáncer, pero en una revisión crítica presentada en 2011 donde se analiza a población expuesta en la catástrofe de Seveso y en la operación "Ranch Hand" de veteranos de Vietnam, se argumenta que no hay evidencias concluyentes de que haya un mayor índice de mortalidad por cáncer en las personas expuestas en un plazo de 15-20 años.
Según un estudio del Instituto Nacional de Salud Pública de Finlandia (KTL), parece ser que las dosis bajas de TCDD no incrementan el riesgo de padecer sarcoma de tejidos blandos.
La TCDD tiene una vida media de unos 8 años en los seres humanos, aunque en altas concentraciones la tasa de eliminación se ve reforzada por el metabolismo.
La exposición a altos niveles de dioxinas causa en humanos una forma grave de acné persistente, conocido como cloracné.
Se ha demostrado en estudios epidemiológicos que niveles elevados de exposición a las dioxinas pueden producir tumores en cualquier parte del organismo.
Otros efectos de la exposición en dosis elevadas:
- Anormalidades en el desarrollo del esmalte en los dientes de los niños.[18][19]

- Patologías del sistema nervioso central y periférico[20]

- Trastornos de tiroides[21]

- Daños en el sistema inmune[22]

- Endometriosis[23]

- Diabetes[24]

Estudios recientes han demostrado que una alta exposición a las dioxinas aumenta la proporción de mujeres nacidas en una población.
Las dioxinas se acumulan en la cadena alimentaria de manera similar a otros compuestos clorados (bioacumulación). Esto significa que el consumo de agua contaminada, incluso en pequeñas cantidades, puede llevar a concentraciones peligrosas de la cadena alimentaria debido a la larga vida y baja solubilidad de las dioxinas en el agua.

## Casos de envenenamiento
Ha habido un gran número de accidentes en los que personas han estado expuestas a altas dosis de productos químicos parecidos a la dioxina pero hay tres casos históricos de envenenamiento en los que las exposiciones han sido en TCDD directamente:
• En 1976, miles de habitantes de Seveso, Italia, fueron expuestos a TCDD después de la liberación accidental de varios kilogramos de un tanque de presión de una fábrica de productos químicos. Murieron un elevado número de animales, y se midieron concentraciones altas de TCDD, de hasta 56.000 pg/g de grasa, fueron anotadas especialmente en niños. Los efectos agudos se limitaron a cerca de 200 casos de cloracné. Los efectos a largo plazo parecen incluir un leve exceso de mieloma múltiple y leucemia mieloide, así como algunos efectos sobre el desarrollo tales como la interrupción en el desarrollo de los dientes y un exceso de hijas de padres que fueron expuestos como niños (efectos hormonales). Otros efectos a largo plazo han sido sospechados, pero la evidencia no ha sido muy fuerte.
Actualmente se siguen haciendo estudios sobre los efectos a largo plazo, tanto en gente infectada directamente como en sus hijos.
• En Viena, dos mujeres fueron envenenadas en su lugar de trabajo en 1998, y las concentraciones medidas en una de ellas fueron las más altas jamás medidas en un ser humano, 144.000 pg/g de grasa. Esto es cerca de cien mil veces las concentraciones de TCDD en la mayoría de gente de hoy en día. Esta mujer sobrevivió, pero sufrió de cloracné grave por varios años, pero después no se observaron casi ningún otro síntoma.
• En 2004, el entonces candidato a la presidencia Víctor Yuschenko de Ucrania, fue envenenado con una gran dosis de TCDD. Las concentraciones de TCDD en su sangre eran alrededor de 108.000 pg/g de grasa, las cuales son las segundas más altas jamás medidas. También sufrió de cloracné por muchos años, pero una vez más, después del malestar inicial no fueron observados muchos síntomas más.